# Lotsee (Oklahoma)
Lotsee es un pueblo ubicado en el condado de Tulsa en el estado estadounidense de Oklahoma. En el año 2010 tenía una población de 2 habitantes y una densidad poblacional de 20 personas por km².

## Geografía
Lotsee se encuentra ubicado en las coordenadas 36°8′0″N 96°12′34″O / 36.13333, -96.20944 (36.133434, -96.209454).

## Demografía
Según la Oficina del Censo en 2000 los ingresos medios por hogar en la localidad eran de $152,338 y los ingresos medios por familia eran $152,338. Los hombres tenían unos ingresos medios de $11,250 frente a los $51,875 para las mujeres. La renta per cápita para la localidad era de $41,917. Alrededor del 0% de la población estaban por debajo del umbral de pobreza.